# Guðmundur Arnar Guðmundsson
Guðmundur Arnar Guðmundsson (født 25. februar 1982 i Reykjavik) er en islandsk instruktør, manuskriptforfatter og filmproducer.

## Filmografi
- Heartstone (2016) - Instruktion
- Ártún	(2014) - Instruktion
- Hvalfjord (2013) - Instruktion
- Volcano (2012) - Manus-supervisor
- Rivalen (2010) - Indspilningsleder

## Ekstern henvisning
- Guðmundur Arnar Guðmundsson på Internet Movie Database (engelsk)
- Guðmundur Arnar Guðmundsson på Filmdatabasen
- Guðmundur Arnar Guðmundsson på danskfilmogtv.dk
- Guðmundur Arnar Guðmundsson på AlloCiné (fransk)
- Guðmundur Arnar Guðmundsson på The Movie Database (engelsk)